# Casa G. Carl Adams
La Casa Carl G. Adams (en inglés: Carl G. Adams House) es una casa histórica ubicada en Miami Springs, Florida. La Casa Carl G. Adams se encuentra inscrita en el Registro Nacional de Lugares Históricos desde el 1 de noviembre de 1985.

## Ubicación
La Carl G. Adams House se encuentra dentro del condado de Miami-Dade en las coordenadas 25°48′54″N 80°17′48″O / 25.815, -80.296667.